# Comuna Semenkî, Nemîriv
Semenkî (în ucraineană Семенки) este o comună în raionul Nemîriv, regiunea Vinnița, Ucraina, formată din satele Mareanivka, Salînți și Semenkî (reședința).

## Demografie
Componența lingvistică a satului Semenkî
     Ucraineană (97,39%)
     Rusă (2,42%)
     Alte limbi (0,19%)
Conform recensământului din 2001, majoritatea populației satului Semenkî era vorbitoare de ucraineană (97,39%), existând în minoritate și vorbitori de rusă (2,42%).